# Windekind
Windekind is een single van Ann Christy. Het is een cover van de hit One way wind van The Cats (1971). De Nederlandstalige tekst is afkomstig van Penny Els.

## Hitnotering
Het nummer haalde de zesde plaats in de Vlaamse top 10.

### BelgischeBRT Top 30
| Positie: | 27 | 26 | 24 | 23 | 22 | 27 | uit |

### VlaamseUltratop 30
| Positie: | 25 | uit |